# Malden (Washington)
Pour les articles homonymes, voir Malden.
Malden est une ville située dans le comté de Whitman dans l'État de Washington, aux États-Unis. Elle comptait 203 habitants au recensement de 2010.

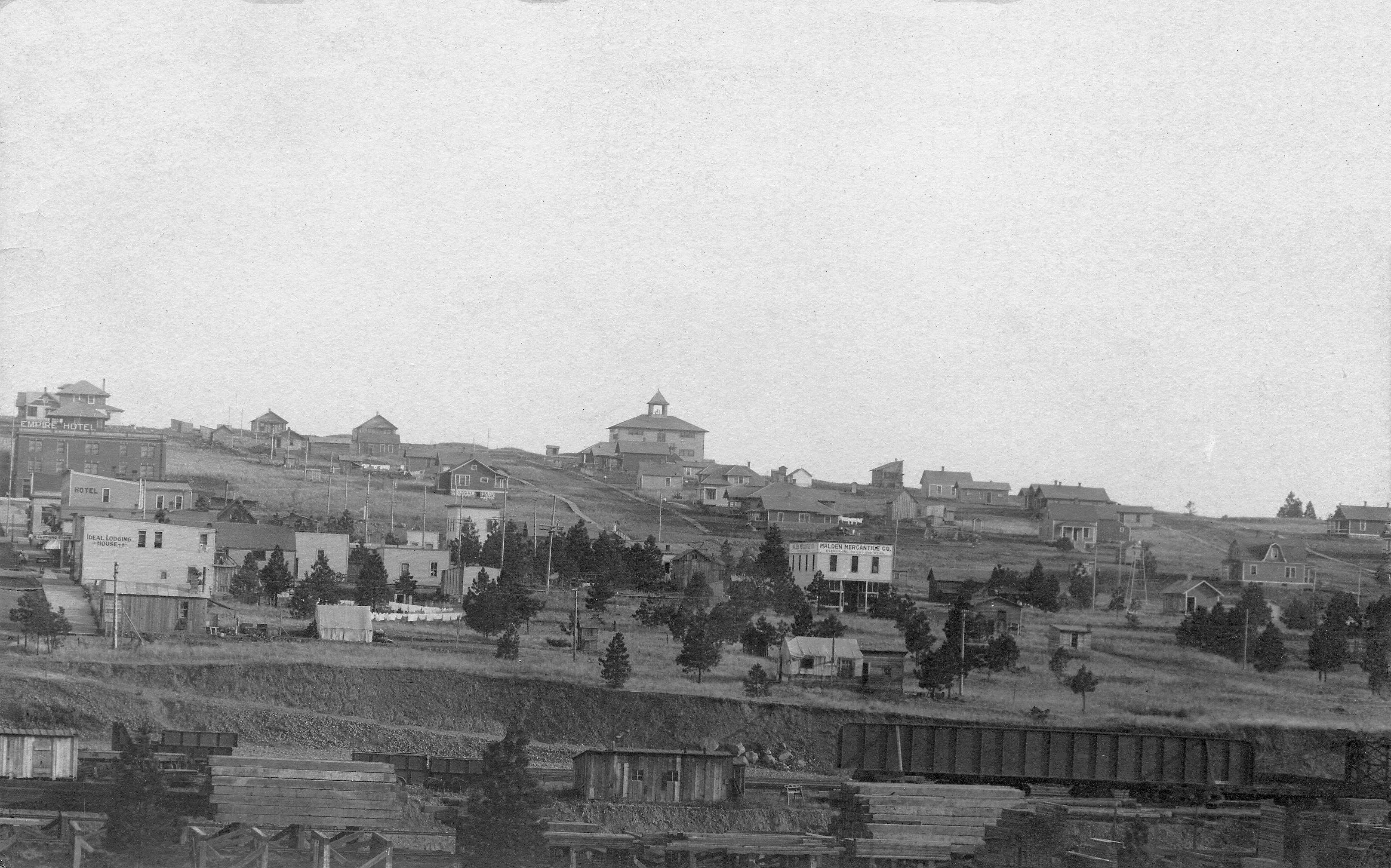
Malden (1912)

## Démographie
| Groupe            | Malden | Washington | États-Unis |
| ----------------- | ------ | ---------- | ---------- |
| Blancs            | 92,1   | 77,3       | 72,4       |
| Métis             | 4,9    | 4,7        | 2,9        |
| Amérindiens       | 2,0    | 1,5        | 0,9        |
| Autres            | 1,0    | 16,5       | 23,8       |
| Total             | 100    | 100        | 100        |
|                   |        |            |            |
| Latino-Américains | 3,9    | 11,2       | 16,7       |

Selon l'American Community Survey, pour la période 2011-2015, 96,25 % de la population âgée de plus de 5 ans déclare parler anglais à la maison, alors que 3,75 % déclare parler le khmer.